# الجامعة التونسية للمبارزة
الجامعة التونسية للمبارزة (بالفرنسية: Fédération tunisienne d'escrime)‏ هي جامعة رياضية تونسية تأسست في 26 أكتوبر 1960، تشرف على رياضة المبارزة في تونس.

## أهداف
تهدف الجامعة إلى:
- تنظيم وتطوير ومراقبة ممارسة رياضة المبارزة بمختلف أشكالها على التراب التونسي.
- إدارة وتنسيق أنشطة الجمعيات التي تضم الأعضاء الممارسين لرياضة المبارزة بمختلف أشكالها.
- الدفاع عن مصالح رياضة المبارزة في تونس.

## المسيرون
- الرئيس: صالح الفرجاني
- نائب الرئيس:
- الأمين العام:
- أمين مال:
- الأعضاء:

## عضوية
وهي عضو بالاتحاد الدولي للمبارزة والاتحاد الأفريقي للمبارزة
.

## مقالات ذات صلة
- الاتحاد الدولي للمبارزة

## وصلة خارجية
- الموقع الرسمي للجامعة التونسية للمبارزة.